# Mustapha Tlili
Pour les articles homonymes, voir Tlili.
Mustapha Tlili, né le 17 octobre 1937 à Fériana et mort le 20 octobre 2017 à New York, est un écrivain et intellectuel tunisien.

## Biographie
Mustapha Tlili effectue ses études secondaires en Tunisie avant de poursuivre des études de philosophie à l'université Panthéon-Sorbonne, dans le contexte de la guerre d'Algérie, de l'indépendance du Maroc et de son pays natal.
Après avoir travaillé comme journaliste politique à Jeune Afrique, il part aux États-Unis, où il devient fonctionnaire de l'Organisation des Nations unies à New York, après avoir reçu son diplôme de l'Institut des Nations unies pour la formation et la recherche. Il y passe treize ans de sa vie avant de revenir à Paris. Il fonde et dirige le Centre de dialogues (Center for Dialogues) basé à l'université de New York.
Il publie son premier roman, La Rage aux tripes, en 1975. Son deuxième roman, Le Bruit dort, sort en 1978, puis Gloire des sables est publié en 1982. La Montagne du lion, sorti en 1988, est son roman le plus connu. Interdit en Tunisie, il y évoque l'effet de la modernité sur un village montagnard imaginaire. En 2008 sort Un Après-midi dans le désert pour lequel Tlili remporte le Comar d'or.

## Analyse
L'œuvre de Tlili est marquée par son déracinement du pays natal. On y rencontre donc trois cultures : tunisienne, et plus généralement maghrébine, française à laquelle il emprunte la langue et américaine, qu'il a découvert en vivant à Manhattan.

## Œuvres

### Romans
- 1975 : La Rage aux tripes (Gallimard, Paris)
- 1978 : Le Bruit dort (Gallimard)
- 1982 : Gloire des sables (Jean-Jacques Pauvert-Alésia, Paris)
- 1988 : La Montagne du lion (Gallimard)
- 2008 : Un Après-midi dans le désert (Gallimard)

### Essais
- 1975 : L'Idée de nature chez Jean-Jacques Rousseau
- 1979 : Rousseau et Nietzsche : deux penseurs de la décadence (thèse de doctorat d'État à l'Université Paris-1 Panthéon-Sorbonne)
- 1987 : For Nelson Mansela co-édité avec Jacques Derrida aux éditions Henry Holt & Company de New York  (ISBN 978-0-805-00581-3)

### Articles
- Patrick Kéchichian, « Mustapha Tlili et les profanateurs », Le Monde des livres, no 13596,‎ 14 octobre 1988.
- Kenizé Mourad, « Mustapha Tlili : la montagne inspirée », Le Figaro littéraire, no 13734,‎ 24 octobre 1988.